# 鄭凱甄怪眼螢
鄭凱甄怪眼螢（學名：Oculogryphus chenghoiyanae）是屬於螢科弩螢亞科的一種螢火蟲，是怪眼螢屬的一種。

## 發現
2017年，香港昆蟲學會副會長饒戈於香港大嶼山地塘仔發現類似巴蜀怪眼螢（Oculogryphus shuensis）的物種，聯絡建立怪眼螢屬的台灣國立自然科學博物館生物學組副研究員鄭明倫。在解剖雄蟲外性器後，確認該物種為一未曾描述過的種級分類元，並於2018年2月22日於國際動物分類學期刊發表。本種為已知的第四種怪眼螢，亦為首次發現該屬的雌蟲形態，提供該屬幼態雌蟲的直接證據。

## 命名
拉丁種名和中文名字皆以2017年4月13日捐出活肝給素未謀面的急性肝衰竭女病人鄧桂思的鄭凱甄命名，表揚她無私奉獻的發亮精神。是第一種以香港人姓名命名的螢火蟲種類。

## 形態
雄蟲體型小型，約5（0.20英寸）左右，體色介於深棕色至黑色之間，前胸背板成橙褐色。頭部幾乎與前胸背板等寬，稍微突出前胸背板。複眼背側觀幾乎相接，腹面相近。觸角絲狀，11節，大顎短。外觀在無發光時無法看見發光構造，陽莖器及中葉向外彎曲，陽莖基側突短。雌蟲幼態型，體色成黃白色。

### 螢光性
雌蟲在經過紫外線照射後，會發出生物螢光（biofluorescence），為螢科首度記錄到紫外線致生物螢光的現象。為陸域生物中少數同時具有生物发光及生物螢光功能的物種，且其生物螢光與生物發光機制相互獨立。生物發光的部分由腹部的發光器散發出黃綠光，而螢光則是自體壁發出藍綠光。

## 外部連結
- 維基物種上的相關：鄭凱甄怪眼螢
- 维基共享资源上的相關多媒體資源：鄭凱甄怪眼螢
- Oculogryphus chenghoiyanae（页面存档备份，存于） - ZooBank.org （英文）
- 首以港人命名！香港發現新品種螢火蟲「鄭凱甄怪眼螢」（页面存档备份，存于） - 蘋果日報. 2018-02-23.
- 港產新種怪眼螢 以無私捐肝者鄭凱甄命名（页面存档备份，存于） - on.cc東網. 2018-02-23.
- 表揚捐肝義舉 香港新品種螢火蟲 以「鄭凱甄」命名（页面存档备份，存于） - 立場新聞. 2018-02-23.
- 新發現螢火蟲以鄭凱甄命名　表揚捐肝救人的發亮精神（页面存档备份，存于） - TOPick. 2018-02-23.